# Maret Maripuu
Maret Maripuu, née à Tallinn le 16 juillet 1974, est une femme politique estonienne membre du Parti de la réforme (ER).
Elle est actuellement célibataire et mère d'un enfant. Elle parle anglais et finnois.

## Biographie

### Études
Elle achève ses études secondaires en 1992, mais intègre l'Université Nord bien plus tard, obtenant sa licence de droit en 2003, puis un master en 2004.
En 2005, elle commence ses études doctorales.

### Carrière
Maret Maripuu commence à travailler dès 1993 au sein de la société AS Eesti Statoil. Elle quitte l'entreprise dès l'année suivante et devient, pour un an, consultante du groupe libéral au Riigikogu.
Entre 1995 et 1996, elle exerce cette fonction pour le groupe du Parti de la réforme, puis celle de conseillère jusqu'en 1999.

### Activité politique
En 1999, elle est élue députée au Riigikogu et membre du conseil municipal de Tallinn, dont elle sera présidente de 2001 à 2005.
Réélue au Parlement en 2003 et 2007, elle en est vice-présidente pendant un an à partir de 2006.
Le 5 avril 2007, Maret Maripuu est nommée ministre des Affaires sociales dans le second gouvernement d'Andrus Ansip. Toutefois, victime d'un scandale lié au nouveau système de versement des pensions, elle finit par démissionner le 23 février 2009. Elle retrouve alors son siège de députée.